# Henricus von Essen
Henricus von Essen (1561-1631) (Henningh von Essen) (* ca. 1561 † Arnsberg, 14 de Agosto de 1631), oficial responsável pelas finanças do ducado de Vestfália, juiz, inúmeras vezes burgomestre de Arnsberg e vitima da caça às bruxas.  Como juiz, envolveu-se num processo de investigação de bruxaria, onde acabaria como vítima.  Foi torturado, embora se considerasse inocente, e morreu no cárcere.

## Biografia
Como prefeito, fez grandes contribuições para a reconstrução da cidade e na construção de fortificações.